# باب‌اسفنجی شلوارمکعبی (شخصیت)
باب‌ اسفنجی شلوارمکعبی (به انگلیسی: SpongeBob SquarePants) یک شخصیت خیالی آمریکایی و قهرمان مجموعه پویانمایی تلویزیونی آمریکایی با همین نام ساخته نیکلودئون است. تام کنی صداپیشگی این شخصیت را برعهده دارد. او با خوش‌بینی و نگرش کودکانه‌اش مشخص می‌شود. باب‌اسفنجی یکی از ساکنان بیکینی باتم، جایی که او مرتباً وارد سناریوهای پوچ و طنز می‌شود.
باب‌اسفنجی شلوارمکعبی توسط استیون هیلنبرگ، یک هنرمند و مربی علوم دریایی، خلق و طراحی شده است. نام این شخصیت از «باب اسفنج» گرفته شده که مجری کتاب منتشر نشده آموزشی هیلنبرگ به نام «منطقه جزر و مدی» است. او این کتاب را در دهه ۱۹۸۰ هنگامی که در حال تدریس زیست‌شناسی دریایی به بازدیدکنندگان مؤسسه اقیانوس بود، ترسیم کرد. هیلنبرگ پس از لغو زندگی مدرن روکو در سال ۱۹۹۶، که او به عنوان کارگردان نوآوری در آن فعالیت می‌کرد، کار بر روی یک نمایش بر اساس این مفهوم را آغاز کرد. اولین حضور باب‌اسفنجی در قسمت آزمایشی «درخواست کمک» بود که در تاریخ ۱ مه ۱۹۹۹ نمایش داده شد.
باب‌اسفنجی شلوارمکعبی به محبوبیت زیادی بین کودکان و بزرگسالان دست یافته است. این شخصیت واکنش مثبتی از منتقدان رسانه‌ای دریافت کرده و به طور مکرر به عنوان یکی از بزرگترین شخصیت‌های کارتونی تاریخ نام برده می‌شود.

## ظاهر
پایین تنه باب اسفنجی مکعبی است.
باب همیشه یک پیرهن سفید و یک شلوار قهوه ای و یک کراوات قرمز رنگ می‌پوشد.
جوراب های او همیشه سفید است و روی هر یک از جوراب‌ها یک خط قرمز و یک خط ابی است.
کفش‌های رسمی و مشکی می پوشد
چشمان باب اسفنجی نیز به رنگ آبی است.

## نقش در باب‌اسفنجی شلوارمکعبی
باب اسفنجی یک اسفنج دریایی شوخ و خنده دار است. او در شهر زیر زمینی بیکینی باتم با سایر موجودات آبی انسان انگاری ساکن است. او به عنوان یک آشپز سرخ‌کن در یک رستوران فست فود محلی، رستوران آقای خرچنگ، که او را وسواس می‌کند، کار می‌کند و نسبت به آن بالاتر از رستوران‌های دیگر ابراز ارادت می‌کند. رئیس او یوجین کربز، یک خرچنگ طمع‌کار است که با این وجود که با باب اسفنجی مانند پسر خود رفتار می‌کند. اختاپوس هشت‌پا، یک اختاپوس، و همسایه بداخلاق باب‌اسفنجی به عنوان صندوق‌دار رستوران فعالیت می‌کند. سرگرمی‌های باب‌اسفنجی شامل شکار عروس دریایی، تمرین کاراته با دوستش سندی چیکس (سنجاب اهل تگزاس)، و دمیدن حباب است.
باب اسفنجی اغلب دیده می‌شود که با بهترین دوست خود، ستاره دریایی پاتریک ستاره، یکی از همسایگان خود در حال بازی کردن است. باب اسفنجی با حلزون حیوان خانگی خود، گری در یک آناناس غوطه وری زندگی می‌کند. تشویق خوش‌بینانه نامحدود او، اغلب او را به درک نتیجه تلاش‌های بیشمار و شخصیت‌های اطرافیانش، خوشبخت‌تر از آنچه واقعاً می‌رساند، سوق می‌دهد. به عنوان مثال، او معتقد است که اختاپوس هشت‌پا از شرکت خود لذت می‌برد، گرچه آشکارا از او بیزار است (هرچند که نشان داده شده‌است که آنها در موارد نادری همراه هستند). بزرگترین هدف باب اسفنجی در زندگی گرفتن گواهینامه رانندگی وی از مدرسه قایقرانی خانم پاف است، اما او اغلب هنگام رانندگی با قایق تصادف می‌کند.

## شخصیت

### دریافت

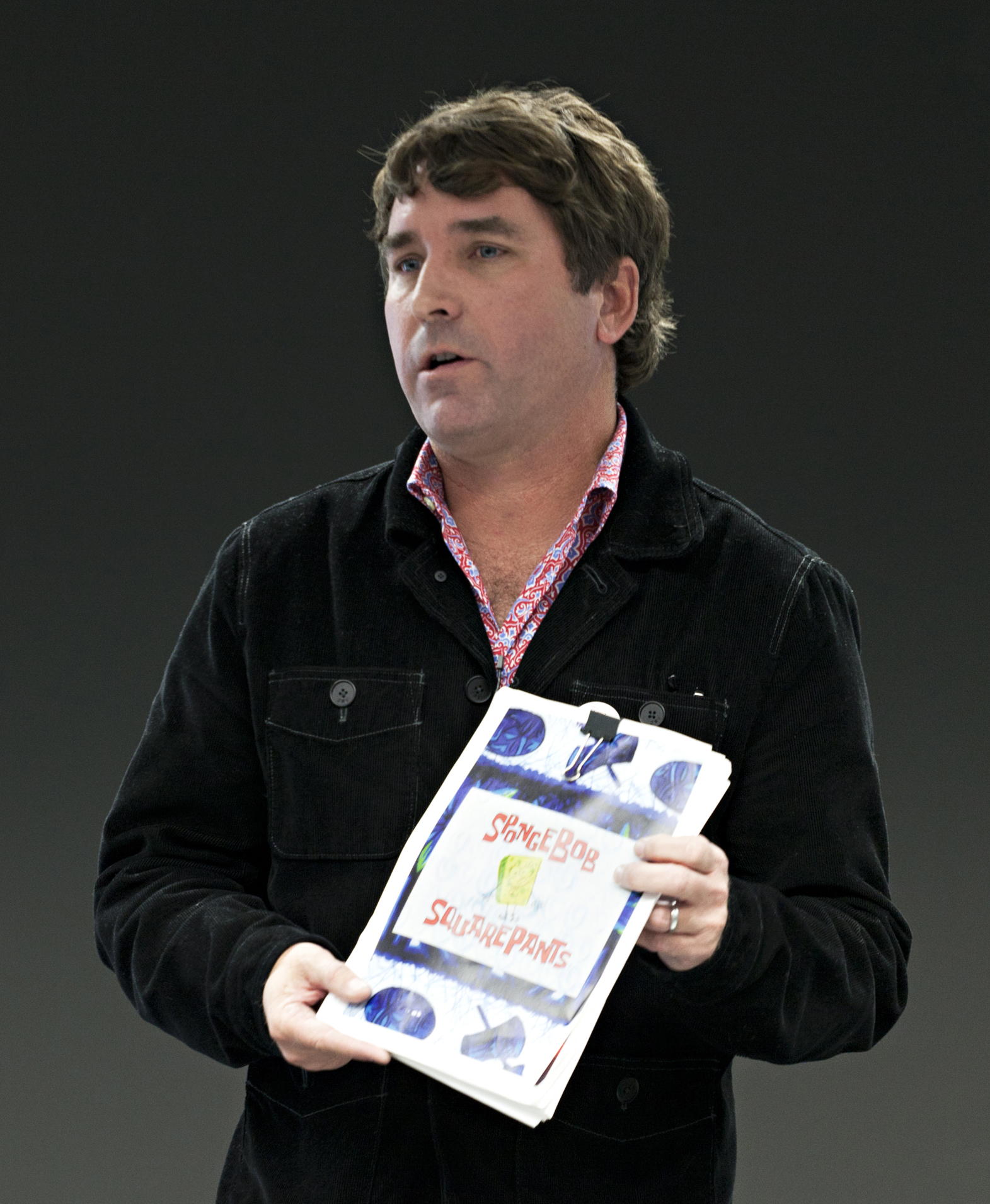
استیون هیلنبرگ، سازنده باب‌اسفنجی شلوارمکعبی

استیون هیلنبرگ ابتدا به عنوان یک کودک مجذوب اقیانوس شد. او در جوانی شروع به توسعه توانایی‌های هنری خود کرد. در دوران کالج، او زیست‌شناسی دریایی را تحصیل کرده و در هنر کوچک بود. وی قصد داشت به مدرسه فارغ‌التحصیل برگردد و سرانجام کارشناسی ارشد هنر را دنبال کند. پس از فارغ‌التحصیل شدن در سال ۱۹۸۴ از دانشگاه ایالتی کالیفرنیا در هامبولت، او به مؤسسه اقیانوس، سازمانی در دانا پوینت، کالیفرنیا، که به آموزش دانش درمورد علوم دریایی و تاریخ دریانوردی اختصاص یافته‌است، پیوست. در حالی که او در آنجا بود، او ایده اولیه‌ای داشت که منجر به ایجاد باب‌اسفنجی شلوارمکعبی می‌شود - یک کتاب طنز با عنوان منطقه مقاربتی. میزبان طنز «باب اسفنج» بود که برخلاف باب‌اسفنجی، شبیه یک اسفنج دریایی واقعی بود. در سال ۱۹۸۷، هیلنبرگ این مؤسسه را برای ادامه حرفه انیمیشن ترک کرد.
چند سال پس از مطالعه انیمیشن آزمایشی در مؤسسه هنرهای کالیفرنیا، هیلنبرگ در جشنواره انیمیشن با جو مورای، خالق زندگی مدرن راکو ملاقات کرد و به عنوان کارگردان این سریال به او پیشنهاد شغلی شد. در حین کار روی این سریال، هیلنبرگ با مارتین اولسون، نویسنده آشنا شد که کمیک قبلی خود منطقه مقاربتی را دید. اولسون از این ایده خوشش آمد و پیشنهاد کرد هیلنبرگ مجموعه‌ای از حیوانات دریایی را ایجاد کند که تصمیم وی برای ایجاد باب‌اسفنجی شلوارمکعبی را برانگیخت. در آن زمان هیلنبرگ به فکر ساخت سریالی بر اساس «منطقه مقاربتی» نبود، بعداً در مصاحبه‌ای به توماس ویلسون گفت: «نمایش… من حتی به فکر ساختن نمایش فکر نکرده بودم… و این نمایش من نبود». هیلدنبرگ بعداً ادعا کرد که این «الهام‌بخش برای نمایش» بوده‌است.
زندگی مدرن راکو در سال ۱۹۹۶ به پایان رسید. اندکی پس از آن، هیلنبرگ شروع به کار روی باب‌اسفنجی شلوارمکعبی کرد. او شروع به طراحی کرد و برخی از شخصیت‌های نمایش را از طنز خود گرفت - مانند ستاره دریایی، خرچنگ و اسفنج. در آن زمان، هیلنبرگ می‌دانست که «همه در حال نمایش دوستان بودند» - مانند نمایش رن و استیمپی. وی اظهار داشت: «من نمی‌توانم یک نمایش دوستان را انجام دهم»، بنابراین تصمیم گرفت به جای آن یک نمایش «یک شخصیت» را انجام دهد. او اسفنجی را به عنوان شخصیت اصلی تصور می‌کرد زیرا «تطبیق‌پذیری آن را به عنوان حیوان» دوست داشت. هیلنبرگ پس از تغییر در پسراسفنجی به دلیل مشکلات نماد تجاری، نام این شخصیت را از باب اسفنج، میزبان استریپ کمیک خود منطقه مقاربتی گرفت.

### ایجاد و طراحی
هیلنبرگ قبل از اینکه سرانجام شخصیت خود را تصور کند، چندین «جعل هویت وحشتناک» ساخته بود. او این مفهوم را با لورل و هاردی و پی-وی هرمن مقایسه کرد و گفت، "من فکر می‌کنم باب‌اسفنجی [از] عشق من به شورت‌های لورل و هاردی متولد شد. شما به چنین وضعیتی احمقانه که دوست دارید رسیده‌اید - این تأثیر زیادی داشت باب‌اسفنجی از این نوع شخصیت الهام گرفته شده‌است: معصوم - استن لورل. "
اولین طرح مفهومی، شخصیتی را با پوشیدن کلاه قرمز با پایه سبز و پیراهن تجاری سفید با کراوات به تصویر کشیده‌است. نگاه باب‌اسفنجی به تدریج تغییر کرد. او همچنین شلوار قهوه‌ای را که در طراحی نهایی استفاده شده بود، پوشید. باب‌اسفنجی برای شخصیتی کودکانه طراحی شده بود که با سبکی شبیه به سبک معروف جری لوئیس مشهور و مسخره و خوش‌بین بود.
در ابتدا این شخصیت به نام پسراسفنجی (و سریال با نام پسراسفنجی آهوی!) شناخته می‌شد، اما این نام قبلاً برای یک محصول موپ استفاده شده‌بود. این پس از ضبط صدا برای خلبان اصلی هفت دقیقه‌ای در سال ۱۹۹۷ کشف شد. هیلنبرگ پس از یادگیری این موضوع می‌دانست که نام این شخصیت هنوز باید حاوی «اسفنج» باشد تا بینندگان او را برای «مرد پنیر» اشتباه نگیرند. او تصمیم گرفت از نام «باب‌اسفنجی» استفاده کند. او «شلوارمکعبی» را به عنوان یک نام خانوادگی انتخاب کرد، زیرا به شکل مکعبی شخصیت اشاره می‌کرد و «حلقه خوبی برای آن» داشت.
پیش از راه‌اندازی باب‌اسفنجی به عنوان یک سری کامل، مدیران نیکلودئون اصرار داشتند که این محبوب نخواهد بود مگر اینکه شخصیت اصلی کودکی باشد که به مدرسه می‌رود. استیون هیلنبرگ در سال ۲۰۱۲ یادآوری کرد که نیکلودئون به او گفت، «فرمول برنده شدن انیمیشن در مورد بچه‌ها در مدرسه است… ما می‌خواهیم شما باب‌اسفنجی را در مدرسه بگذارید.» هیلنبرگ آماده بود که «از راه نیکولدئون بیرون بیاید» و این سریال را رها کند، زیرا می‌خواست باب‌اسفنجی شخصیتی بزرگسال باشد. وی سرانجام با اضافه کردن شخصیت جدید به بازیگران اصلی، خانم پاف، که معلم قایق‌سواری باب‌اسفنجی است، سازش کرد. هیلنبرگ از سازش خوشحال شد و گفت: «نکته مثبت برای من که از آن بیرون آمدم این بود که [چگونه آن را آورد] در یک شخصیت جدید، خانم پاف، که من دوست دارم.»
اپیزودهای سال ۲۰۰۰ و ۲۰۰۱ تولد باب‌اسفنجی را در تاریخ ۱۴ ژوئیه ۱۹۸۶ نشان می‌دهد، اگرچه سن او در طول سریال مشخص نیست.

### صدا

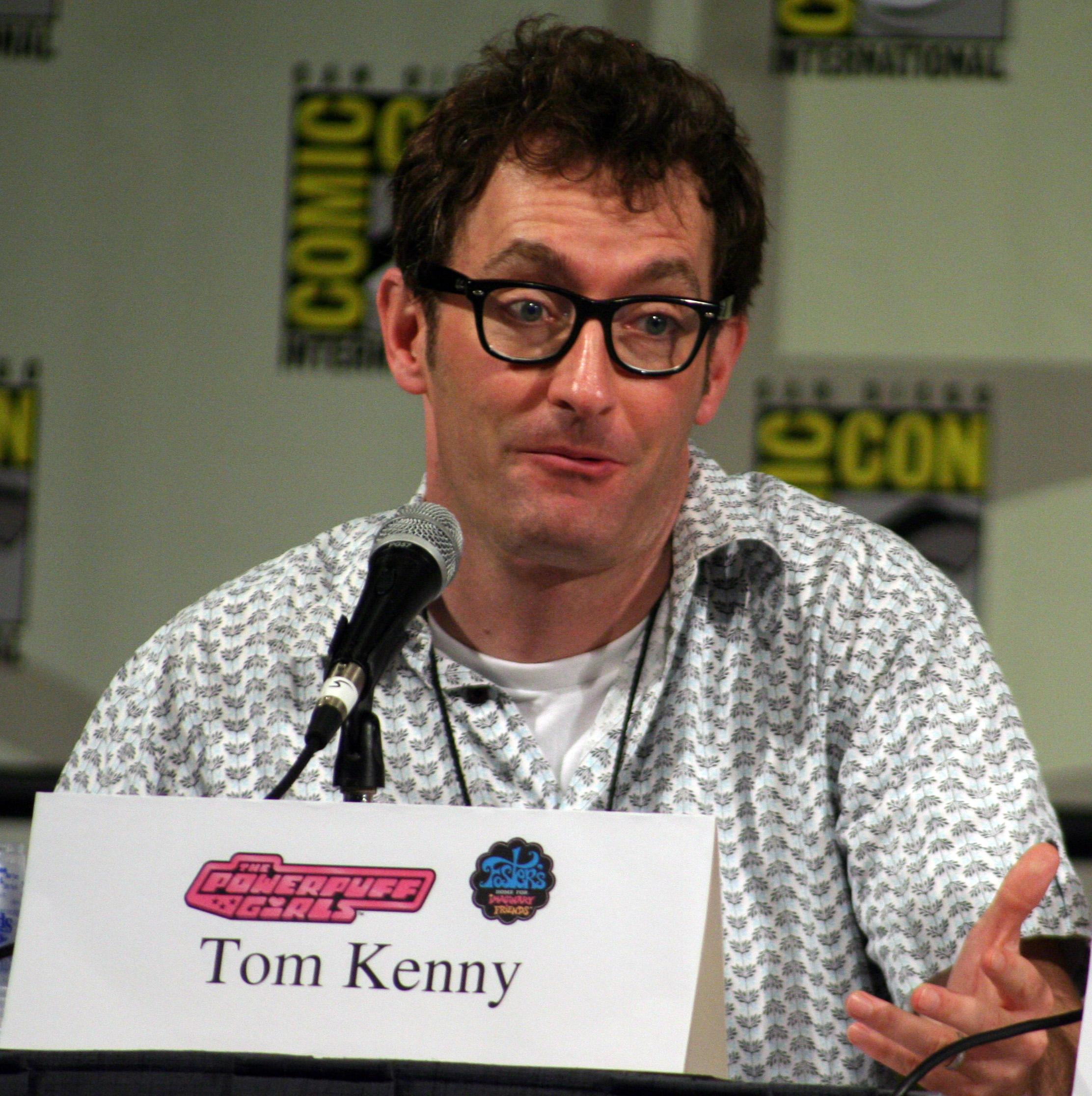
تام کنی صدای باب‌اسفنجی شلوارمکعبی را فراهم می‌کند

باب‌اسفنجی توسط تام کنی بازیگر صداپیشه کهنه که قبلاً با هیلنبرگ در زندگی مدرن راکو کار کرده بود صداگذاری می‌شود. هنگامی که هیلنبرگ باب‌اسفنجی شلوارمکعبی را ایجاد کرد، او به کنی نزدیک شد تا شخصیت را صدا کند. هیلنبورگ هنگام ایجاد باب‌اسفنجی از شخصیت‌های کنی و افراد دیگر استفاده کرد.
در ابتدا کنی از صدای باب‌اسفنجی برای شخصیت پس زمینه جزئی در زندگی مدرن راکو استفاده کرده‌بود. در ابتدا، کنی صدا را فراموش کرد زیرا او فقط در آن مناسبت از آن استفاده کرده بود. با این حال هیلنبرگ هنگامی که با باب‌اسفنجی همراه بود، این موضوع را به یاد آورد و یک کلیپ ویدیویی از قسمت راکو را پخش کرد تا صدا را به کنی یادآوری کند. وقتی هیلنبرگ شنید که کنی صدا را انجام می‌دهد، گفت: «این همین است - من نمی‌خواهم بشنوم کس دیگری صدا را انجام دهد. ما باب‌اسفنجی را داریم.» کنی یادآوری کرد که نیکلودئون از بازیگری خود مطمئن نیست و گفت: «خوب، بگذارید فقط به ۱۰۰ نفر دیگر گوش کنیم.» این شبکه امیدوار بود که یک چهره مشهور را برای این قسمت پیدا کند. کنی خاطرنشان کرد: «اما یکی از مزایای داشتن خالق قدرتمند این است که سازنده می‌تواند بگوید نه، من آن را دوست دارم. من به افراد مشهور اهمیتی نمی‌دهم.» کنی هیلنبرگ را به یاد می‌آورد «به آنها بگویید که به هیچ وجه نامشخص است.» صدای خنده بلند باب‌اسفنجی به‌طور خاص طراحی شده‌است که مطابق کنی بی‌نظیر است. آنها می‌خواستند یک خنده آزار دهنده در سنت ملوان زبل و دارکوب زبله را بخوانند.
در طول سریال، صدای باب‌اسفنجی از «کم کلید» گرفته تا سطح پر سرعت تکامل یافته‌است. کنی گفت: «من تغییر را می‌شنوم… اکثراً این مسئله مطرح است.» او گفت که: "این از طرف من ناخودآگاه است" چرا که "من از خواب بیدار نشده و فکر می‌کنم، "هوم، امروز می‌خواهم صدای باب‌اسفنجی را تغییر دهم، فقط برای جهنم آن" وی آن را "مانند فرسایش: یک روند بسیار کند توصیف کرد. با گذشت زمان، شما باید او را به مکان‌های مختلف و مکان‌های بیشتری ببرید، هرچه داستان‌ها و فیلمنامه‌های بیشتری انجام دهید." کنی در تضاد با اپیزودهای فصل اول با فصل‌های هفتم، گفت: «کمی تغییر [در صدا] وجود دارد، اما فکر نمی‌کنم اصلاً اینقدر شدید باشد.»
هنگامی که باب‌اسفنجی شلوارمکعبی برای پخش به زبان‌های دیگری غیر از انگلیسی آماده شد، صداپیشه‌ها با صدای باب‌اسفنجی که دوبله می‌کنند، از تام کنی از شخصیت به عنوان نقطه شروع استفاده می‌کردند اما عناصر منحصر به فردی را به آن اضافه می‌کردند. به عنوان مثال، در نسخه فرانسوی این سریال، باب‌اسفنجی با اندکی لب به سبک دافی اردک صحبت می‌کند.